# Mnichowo (Reszel)
Mnichowo (deutsch Groß Mönsdorf) ist ein Dorf in Polen in der Woiwodschaft Ermland-Masuren. Es bildet ein Schulzenamt (polnisch Sołectwo) in der Stadt- und Landgemeinde Reszel (Rößel), Powiat Kętrzyński (Kreis Rastenburg).

## Geographische Lage
Mnichowo liegt im Nordosten Polens, etwa 35 Kilometer südlich der polnischen Staatsgrenze zur russischen Oblast Kaliningrad. Zwei Kilometer nordöstlich liegt die frühere Kreisstadt Rößel (polnisch Reszel), und 15 Kilometer nordöstlich die heutige Kreismetropole Kętrzyn (deutsch Rastenburg).

## Geschichte
Das heutige Mnichowo wurde im Jahr 1368 als Hohenborn angelegt. Der Name wechselte im 18. Jahrhundert zu Münchsdorf, und ab dem 19. Jahrhundert hieß der Ort Groß Mönsdorf. 1785 war Mönsdorf ein königliches Dorf mit einer Mühle, die „Burgmühle“ genannt wurde, sowie einer Ziegelei – bei 36 Feuerstellen.
Am 15. März 1823 wurden in Mönsdorf vier Personen von einem tollwütigen Wolf angefallen, von denen zwei bald darauf an den Folgen ihrer Verletzungen verstarben.
Aufgrund der Bestimmungen des Versailler Vertrags stimmte die Bevölkerung in den Volksabstimmungen in Ost- und Westpreussen am 11. Juli 1920 über die weitere staatliche Zugehörigkeit zu Ostpreußen (und damit zu Deutschland) oder den Anschluss an Polen ab. In Groß Mönsdorf stimmten 280 Einwohner für den Verbleib bei Ostpreußen, auf Polen entfielen keine Stimmen.
Von 1874 bis 1945 war Groß Mönsdorf mit de Ortschaften Burgmühle (polnisch Grodzki Młyn) und Klein Mnichowo in den Amtsbezirk Soweiden (polnisch Zawidy) im Kreis Rößel im Regierungsbezirk Königsberg (ab 1905: Regierungsbezirk Allenstein) in der preußischen Provinz Ostpreußen eingegliedert.
Im Januar 1945 nahm die Rote Armee die Gegend ein, und als Folge des Krieges wurde das Dorf unter dem Namen Mnichowo unter polnische Verwaltung gestellt. Zum 1. Januar 1955 wurde Mnichowo Sitz einer Gromada mit einer Fläche von 3.307 Hektar und 948 Einwohnern. Bereits zwei Jahre später wurde die Gromada wieder aufgelöst und das Dorf Teil der Gromada Reszel. Nach der Auflösung der Gromadas wurde Mnichowo Sitz eines Schulzenamtes in der Gemeinde (Gmina) Reszel (Rößel). Zum Schulzenamt gehörten die Ortschaften Biel (Weißensee), Czarnowiec (Schwarzenberg) und Grodzki Młyn (Burgmühle).

### Einwohnerzahlen
1783 gab es in dem Dorf 36 Wohngebäude, 1820 waren es 32. 1820 gehörte zu dem Dorf auch noch ein Vorwerk mit drei Gebäuden und 23 Bewohnern. Nachfolgend die Einwohnerentwicklung graphisch.

## Kirche
Bis 1945 war Groß Mönsdorf in die evangelische Kirche Rößel in der Kirchenprovinz Ostpreußen der Kirche der Altpreußischen Union sowie in die katholische St.-Peter-und-Paul-Kirche Rößel im damaligen Bistum Ermland eingepfarrt. Heute gehört Minchowo evangelischerseits zur Pfarrei Kętrzyn in der Diözese Masuren der Evangelisch-Augsburgischen Kirche in Polen, katholischerseits weiterhin zur Pfarrei in Reszel, die im jetzigen Erzbistum Ermland liegt.

## Verkehr
Durch Mnichowo führt die Woiwodschaftsstraße 593. Diese mündet in westlicher Richtung nach etwa 15 Kilometern bei Lutry (Lautern) in die Landesstraße 57. In östlicher Richtung trifft sie bei Robawy (Robawen, 1938 bis 1945 Robaben) auf die Woiwodschaftsstraße 590, welche nach Reszel führt. Nach Reszel – über Grodzki Młyn (Burgmühle) – führt auch eine nördlich aus Mnichowo herausführende Nebenstraße.
Eine Anbindung an den Schienenverkehr besteht nicht.
Der geographisch nächste internationale Flughafen ist der Flughafen Kaliningrad, der sich etwa 100 Kilometer nördlich auf russischem Hoheitsgebiet und damit außerhalb der Europäischen Union befindet. Der nächste internationale Flughafen auf polnischem Staatsgebiet ist der etwa 180 Kilometer westlich gelegene Lech-Wałęsa-Flughafen Danzig.